# Nuoto sincronizzato ai campionati mondiali di nuoto 2017 - Squadre (programma libero combinato)
La gara del nuoto sincronizzato - squadre libero combinato dei campionati mondiali di nuoto 2017 è stata disputata il 20 e il 22 luglio presso il parco Városliget di Budapest. La gara, alla quale hanno preso parte 16 squadre nazionali, si è svolta in due turni.
La competizione è stata vinta dalla squadra cinese, mentre l'argento e il bronzo sono andati alla squadra ucraina e a quella giapponese.

## Programma
| Data           | Ora (UTC+2) | Turno       |
| -------------- | ----------- | ----------- |
| 20 luglio 2017 | 19:00       | Preliminari |
| 22 luglio 2017 | 11:00       | Finale      |

## Risultati
| Pos. | Nazione        | Preliminari | Preliminari | Finale          | Finale          |
| Pos. | Nazione        | Punti       | Pos.        | Punti           | Pos.            |
| ---- | -------------- | ----------- | ----------- | --------------- | --------------- |
| 1    | Cina           | 95,5333     | 1           | 96,1000         | 1               |
| 2    | Ucraina        | 93,1667     | 2           | 94,0000         | 2               |
| 3    | Giappone       | 92,9667     | 3           | 93,2000         | 3               |
| 4    | Italia         | 90,7333     | 4           | 91,6667         | 4               |
| 5    | Spagna         | 90,2000     | 5           | 90,6667         | 5               |
| 6    | Messico        | 87,5333     | 6           | 88,7333         | 6               |
| 7    | Grecia         | 86,0000     | 7           | 87,0000         | 7               |
| 8    | Francia        | 85,3000     | 8           | 85,0667         | 8               |
| 9    | Corea del Nord | 84,3333     | 9           | 84,2000         | 9               |
| 10   | Bielorussia    | 82,3667     | 10          | 83,4000         | 10              |
| 11   | Svizzera       | 81,7333     | 11          | 82,0333         | 11              |
| 12   | Stati Uniti    | 81,0333     | 12          | 82,0000         | 12              |
| 13   | Germania       | 79,1000     | 13          | Non qualificate | Non qualificate |
| 14   | Uzbekistan     | 76,8333     | 14          | Non qualificate | Non qualificate |
| 15   | Slovacchia     | 75,4667     | 15          | Non qualificate | Non qualificate |
| 16   | Macao          | 71,0000     | 16          | Non qualificate | Non qualificate |